# Heidenberg (Siegen)
Der Heidenberg ist ein 315 m ü. NHN hoher Berg im Stadtgebiet Siegens in Nordrhein-Westfalen. Der Berg liegt etwa 2–2,5 km südwestlich des Stadtzentrums am Siegberg und bildet gleichzeitig das Ende eines Ausläufers des Fischbacherberges.
Der Heidenberg ist hauptsächlich mit Gewerbe bebaut. Seit 2005 besteht dort eine Ikea-Filiale. Nordwestlich schließt sich die ehemalige Gemeinde und heutige Wohngebiet Achenbach an. Westlich verlaufen die Autobahn 45 und deren Ausfahrt Siegen am Berg vorbei.
Am Berg lagen die Gruben Fortuna, Bügeleisen (Mutung 8. Oktober 1846), Heidenberg (Mutung 17. Juli 1857) und Schneider (Konsolidation 26. September 1850).